# J'en appelle à la tendresse
J'en appelle à la tendresse est une chanson de Michèle Torr de 1981 écrite pour encourager Mère Teresa dans sa lutte pour les pauvres en Inde. C'est aussi une chanson qui dénonce l'indifférence, l'hypocrisie, la corruption et les guerres des mondes ainsi que la richesse en face de la pauvreté qui abaisse les plus faibles d'entre nous.
Ce fut une des chansons les plus populaires de l'année 1981.